# Acció Reformista Unida
El Moviment Cívic Acció Reformista Unida (en montenegrí: Građanski Pokret Ujedinjena reformska akcija / Грађански покрет Уједињена реформска акцција'), conegut de forma comuna com a Acció Reformista Unida, o per les seves sigles URA, és un partit polític verd, socioliberal, i proeuropeu de Montenegro. L'actual líder del partit és el primer ministre en funcions Dritan Abazović.

## Història

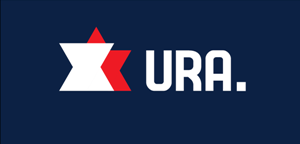
Logotip inicial d'Acció Reformista Unida amb el símbol d'un rellotge de sorra utilitzat fins al juliol de 2021

Fundat el març de 2015 per Žarko Rakčević, enginyer civil i antic membre i president del Partit Socialdemòcrata, abans de les eleccions parlamentàries de 2016 URA tenia dos diputats al Parlament de Montenegro: Dritan Abazović i Miloš Konatar, tots dos elegits el 2012 de la llista electoral de Montenegro Positiu.
El setembre de 2016, URA va decidir entrar a la Coalició Clau amb DEMOS i el SNP per participar en les properes eleccions parlamentàries. La Coalició Clau va obtenir l'11,05% dels vots i 9 escons, dos d'ells guanyats pels candidats de l'URA. El 2017, Dritan Abazović va ser escollit com a nou líder del partit.
El 13 de juny de 2020, el Moviment Cívic URA va ser admès oficialment als Verds Europeus. URA va decidir presentar-se de manera independent a les eleccions parlamentàries de 2020, presentant la seva política verda i anticorrupció en la plataforma electoral En blanc i negre, liderada per candidats independents, inclosa la coneguda periodista i activista Milka Tadić, alguns professors universitaris de la Universitat de Montenegro, periodistes, activistes cívics i d'ONG, amb el líder del partit Dritan Abazović com a ariet electoral. La llista electoral de l'URA també conté un representant de la minoria bosnia Justicia i Partit de la Reconciliació, així com d'alguns partits i iniciatives localistes menors.
El 4 de desembre de 2020, 41 dels 81 membres del Parlament de Montenegro van escollir el nou gran gabinet gabinet de Montenegro, i el candidat independent Zdravko Krivokapić es va convertir en el nou Primer ministre de Montenegro, amb el líder del Moviment Cívic URA Dritan Abazović com a nou viceprimer ministre, posant fi formalment a tres dècades del règim liderat per Milo Đukanović del DPS a Montenegro.

## Eleccions

### Eleccions parlamentàries
| Any  | Vot popular                    | % del vot popular              | Escons totals guanyats | ± | Aliança | Govern   |
| ---- | ------------------------------ | ------------------------------ | ---------------------- | - | ------- | -------- |
| 2012 | Escindit de Montenegro Positiu | Escindit de Montenegro Positiu | 2 / 81                 | 2 | —       | oposició |
| 2016 | 42,295                         | 11.05%                         | 2 / 81                 | = | Ključ   | oposició |
| 2020 | 22,679                         | 5.54%                          | 3 / 81                 | 1 | CnB     | Govern   |

### Eleccions presidencials
| Any  | Candidat          | Candidat | Vots 1a volta | % de vots | Vots 2a volta | % de vots |
| ---- | ----------------- | -------- | ------------- | --------- | ------------- | --------- |
| 2018 | Mladen Bojanić[a] | (noruec) | 111,711       | 33.40%    | —             | —         |

a  Candidat independent, suport